# Humberto Mello Nóbrega
Humberto Mello Nóbrega (* 9. März 1901; † 31. Januar 1978) war ein brasilianischer Schriftsteller und Literaturhistoriker.
Das erste Buch Mello Nóbregas war ein bibliographischer Essay über den Schriftsteller Batista Cepelos, der 1937 erschien. Im nächsten Jahr folgte der Gedichtband O outro lado da montanha. Als Dramatiker trat er 1941 mit dem Stück Oitenta e nove hervor. Ein Essay über den Rio Tietê erschien 1948 unter dem Titel História de um rio. Es folgte 1954 ein Buch über das Sonnet d'Arvers des französischen Dichters Félix Arvers. 1959 veröffentlichte er ein Buch über den Autor des Sonetts Berço, den fast vergessenen Lyriker Bernardino Lopes. Im gleichen Jahr gab er eine kommentierte Sammlung von Sonetten unter dem Titel Os Sonetos do Soneto heraus. Für den Komponisten Francisco Mignone schrieb Nóbrega die Libretti zu den Opern O Chalaça und O Sargento de Milícias.